# 유다촌 (기후현)
유다촌(일본어: 夕田村)은 일본 기후현 가모군에 설치되었던 촌이다. 현재의 도미카정에 해당한다.